# 마르카 (소말리아)

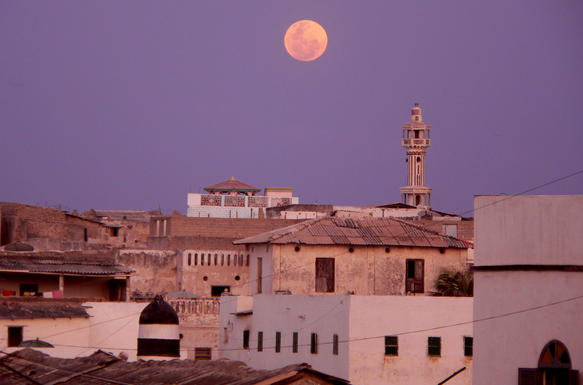
마르카에 있는 미나레트와 석양

마르카(소말리어: Marka, 아랍어: مركة)는 소말리아 남부 연안에 위치한 도시로, 인도양과 접한다. 샤벨라하호세 주의 주도이며 모가디슈(소말리아의 수도)에서 남서쪽으로 약 70km 정도 떨어진 곳에 위치한다.

## 같이 보기
- 모가디슈
- 바라와